# Upplands runinskrifter 600
Upplands runinskrifter 600 är en vikingatida runsten av svartgrå granit i Sund, Börstils socken och Östhammars kommun. Runstenen är 1,22 meter hög och 0,65 meter bred vid basen. Stenen användes förut som bänk men flyttades till och restes på sin nuvarande plats 1933.

## Inskriften
Translitterering av runraden:
gaiʀilt(r) · lit · mirki · at · sbaraka · sun · sin
Normalisering till runsvenska:
Gæiʀhildr let mærki at Spraka, sun sinn.
Översättning till nusvenska:
Gerhild lät (göra) minnesmärket åt Sprake, sin son.